# Église d'Aurejärvi
 (février 2024).
 (février 2024).
 (février 2024).
L'église d'Aurejärvi (en finnois : Aurejärven kirkko) est une église luthérienne moderne située à Ylöjärvi en Finlande.

## Architecture

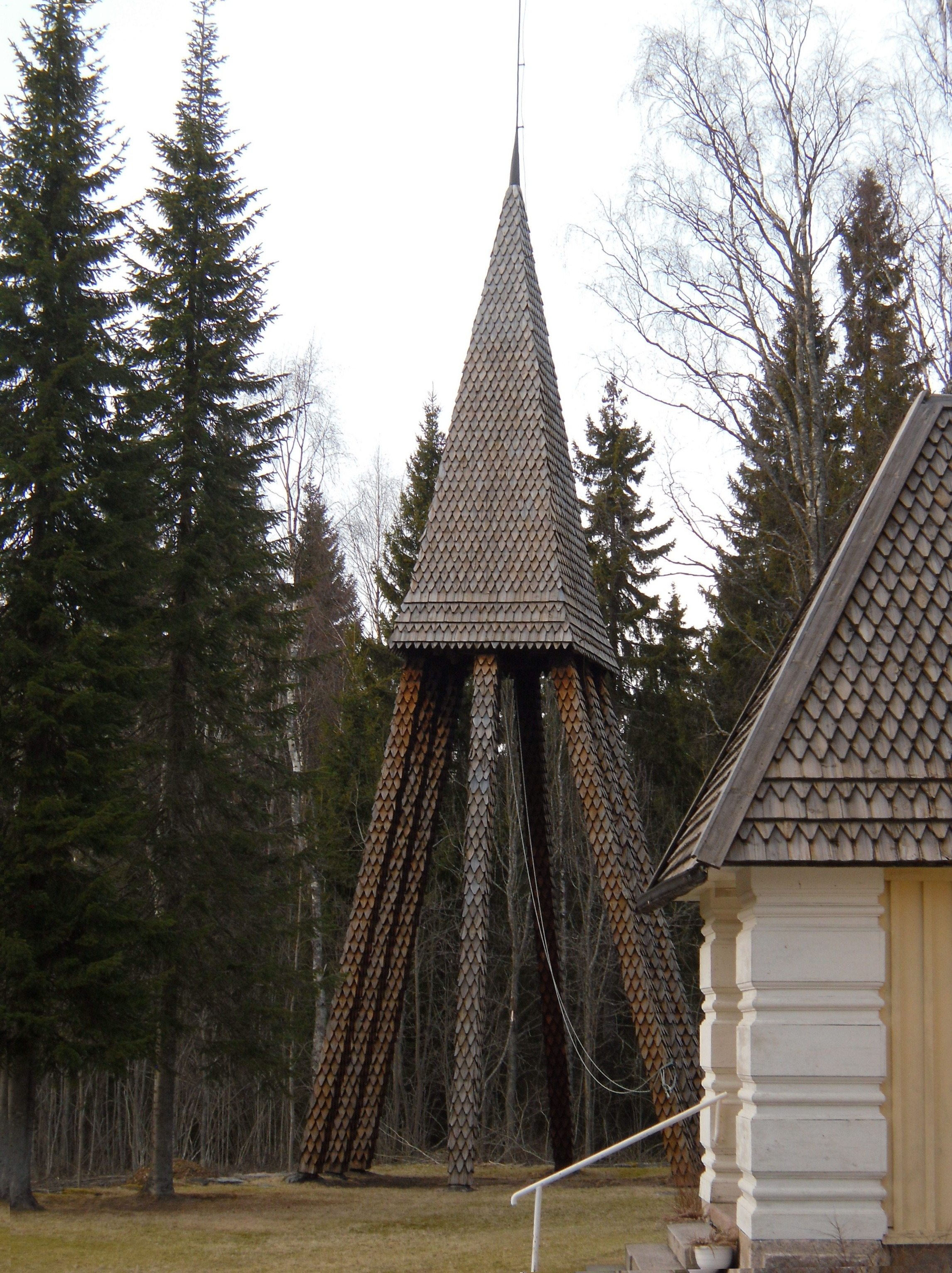
Le clocher de l'église d'Aurejärvi.

L'église conçue par Oiva Kallio est prête en 1924.